# Sylvesters sats
Sylvesters sats är en matematisk sats uppkallad efter matematikern James Joseph Sylvester som lyder Om man har en ändlig punktmängd i planet, {\displaystyle P}, där alla punkter inte ligger längs en linje så finns det en linje som skär exakt två punkter.

## Bevis

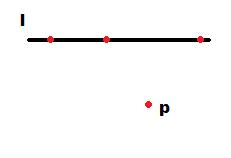
Figur 1: Vårt valda par

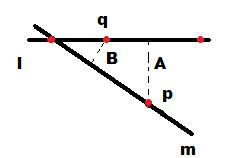
Figur 2: Motsägelse, då

Bildar mängden {\displaystyle L} som är mängden av alla linjer i planet som skär minst två punkter i {\displaystyle P}. Tar sedan ett par {\displaystyle (p,l)}, där {\displaystyle p} är en punkt i {\displaystyle P}, {\displaystyle l} är en linje i {\displaystyle L} och där {\displaystyle l} inte går igenom {\displaystyle p}, så att avståndet mellan {\displaystyle p} och {\displaystyle l} är det minsta möjliga.
Påstår att om vi valt rätt {\displaystyle p} och {\displaystyle l} enligt ovan så kommer {\displaystyle l} att skära exakt två punkter och satsen skulle därmed vara uppfylld.
Om {\displaystyle l} inte skär två punkter så måste den skära fler punkter i {\displaystyle P}. Om vi väljer {\displaystyle l} och {\displaystyle p} där {\displaystyle l} går genom exempelvis tre punkter, se figur 1. Då uppstår en motsägelse i och med att om vi istället tar linjen {\displaystyle m} och punkten {\displaystyle q} enligt figur två så blir avståndet {\displaystyle A} större än avståndet {\displaystyle B} och därmed uppfyller inte {\displaystyle (p,l)} kravet på att de skulle ha minsta möjliga avstånd mellan dem.